# Olivier Bibas
Pour les articles homonymes, voir Bibas.
Olivier Bibas, né le 13 octobre 1971 à Maisons-Alfort, est un producteur de télévision français, directeur général d'Atlantique Productions.

## Biographie
Olivier Bibas commence sa carrière à Canal + en 1995, d'abord chargé de mission en Inde, puis en tant que contrôleur de gestion des chaînes de MultiThématiques en Allemagne et en France, et enfin chargé du développement de la filiale CanalNumedia,.
En 2004, Olivier Bibas rejoint Lagardère Active au poste de secrétaire général de Lagardère Networks International et de Lagardère Images International, puis directeur général adjoint de Lagardère Television International. En 2008, il devient directeur financier du pôle télévision Lagardère Active, et secrétaire général l'année suivante. En mars 2011, il est nommé secrétaire général de Lagardère Entertainment,.
En 2013-2014, il est producteur exécutif de la série Le Transporteur.

## Filmographie
- 2023 : Django (série télévisée)